# Champ Bailey
Pour les articles homonymes, voir Bailey.
College Football Hall of Fame 2022
Pro Football Hall of Fame 2019
(en) Statistiques sur pro-football-reference
Roland « Champ » Bailey, né le 22 juin 1978 à Folkston en Géorgie, est un sportif professionnel américain de football américain ayant joué pendant quinze saisons (1999-2013) au poste de cornerback dans la National Football League (NFL).

## Biographie

### Carrière universitaire
Il effectue sa carrière universitaire dans la NCAA Division I FBS avec les Bulldogs de l'université de Géorgie.

### Carrière professionnelle
Il est sélectionné en 7e choix global lors du 1er tour de la draft 1999 par la franchise des Redskins de Washington. Il y reste quatre saisons et rejoint ensuite les Broncos de Denver où il termine sa carrière professionnelle en 2013.
Son talent est tel qu'il est le seul cornerback à avoir été sélectionné à douze Pro Bowl au cours d'une carrière.

## Palmarès
- Pro Bowl : 2000, 2001, 2002, 2003, 2004, 2005, 2006, 2007, 2009, 2010, 2011 ;
- Intronisé au Pro Football Hall of Fame en 2019[1] ;
- Intronisé au College Football Hall of Fame en 2022[2].